# Batalla de Tai'erzhuang
La batalla de Tai'erzhuang (en chino: 臺兒莊會戰; en pinyin: Tái'érzhuāng Huìzhàn) fue una batalla de la segunda guerra sino-japonesa en 1938, entre los ejércitos de la República de China y el Imperio del Japón. La batalla fue la primera gran victoria china de la guerra. Humilló al ejército japonés y su reputación como una fuerza invencible, mientras que para los chinos representó un tremendo impulso moral.
Tai'erzhuang se encuentra en la orilla oriental del Gran Canal de China y fue una guarnición fronteriza al noreste de Xuzhou. También fue el término de un ramal ferroviario local de Lincheng. Xuzhou en sí era el cruce del ferrocarril Jinpu (Tianjin-Pukou), el ferrocarril Longhai (Lanzhou-Lianyungang) y el cuartel general de la 5.ª Zona de Guerra del KMT.

## Antecedentes

### Situación estratégica y política
En 1938, el ejército chino había sufrido enormes pérdidas tras la caída de Shanghái y Nankín. En particular, su fuerza aérea y armada habían sido virtualmente aniquiladas. No obstante, la determinación de China de resistir la invasión japonesa no mostró signos de debilitamiento. El 30 de enero, el alto mando militar japonés, tras evaluar la situación en China, decidió que no se realizarían nuevas operaciones ofensivas hasta agosto. La postura del emperador Hirohito fue aún más conservadora: creía que los japoneses tardarían al menos un año en solidificar sus posiciones en su territorio recién capturado y consolidar sus fuerzas antes de realizar más operaciones. Por lo tanto, el alto mando japonés decidió esperar hasta 1939 antes de llevar a cabo una ofensiva rápida y agresiva para poner fin de manera decisiva a la guerra en China.
Al mismo tiempo, Chiang Kai-shek se negó a aceptar los términos japoneses para la rendición, lo que provocó que Japón declarara públicamente: "De ahora en adelante, ya no negociaremos con el gobierno del KMT (今後不以國民政府爲談判對手)". El 20 de febrero, China retiró a su embajador Xu Shiying de Japón. Al día siguiente, Japón hizo lo mismo, retirando a su embajador Kawagoe Shigeru. A principios de ese año, Chiang también había renunciado a su cargo de primer ministro del Yuan Ejecutivo para dedicarse por completo a la guerra. Las acciones respectivas tomadas por ambos lados fueron indicativas de su actitud hacia la guerra: China ahora estaba completamente comprometida, mientras que Japón todavía mostraba algunos signos de vacilación.

### Situación militar
A pesar de la declaración de Hirohito de que no se llevarían a cabo nuevas ofensivas en 1938, las fuerzas japonesas en China estaban ansiosas por continuar su ofensiva, con la moral alcanzando su punto máximo tras la caída de Nankín. La estrategia preferida del Ejército Imperial Japonés habría sido continuar avanzando hacia el oeste a lo largo del río Yangtsé para invadir Wuhan. Sin embargo, el Ejército Imperial Japonés se mostró reacio a continuar con este enfoque de seguir las vías fluviales y, en cambio, persiguió al ejército chino que se retiraba del teatro de Shanghái-Nankín, conduciendo hacia el norte hacia las tres provincias de Jiangsu, Shandong y Henan.
Una proporción significativa de las fuerzas chinas que se retiraron de Shanghái cruzaron el río Yangtsé hacia el norte, hacia la región de Jiangbei. Durante la retirada de Nankín, muchas tropas chinas dispersas también se encontraron a la deriva por el Yangtsé y hacia Jiangbei. El Ejército Imperial Japonés vio esto como una oportunidad para perseguir y destruir este grupo de tropas chinas desorganizadas, ignorando así la estrategia de seguir el Yangtsé hacia el oeste.
A lo largo de diciembre de 1937, la 13.ª División de Rippei Ogisu persiguió a las fuerzas chinas que huían, capturando Jiangdu, Shaobo y avanzando hacia Anhui para capturar Tianchang. Simultáneamente, en el norte de China, la 10.ª División de Rensuke Isogai avanzó hacia el sur entre Qingcheng y Jiyang para cruzar el río Amarillo y acercarse a la vía férrea de Jiaoji. Obtener acceso al ferrocarril le permitiría moverse hacia el oeste y luego hacia el sur para despejar el ferrocarril Jinpu y unir fuerzas con la 13.ª división en Xuzhou. Desde allí, las fuerzas japonesas combinadas podrían atacar Wuhan y obligar al KMT a rendirse. La guerra se había movido así de la 3.ª a la 5.ª Zona de Guerra.

### El teatro de operaciones
La 5.ª Zona de Guerra estaba bordeada por el río Amarillo en el norte, el río Yangtsé en el sur y el mar Amarillo en el este. El área abarcaba toda la provincia de Shandong, así como partes de Anhui y Jiangsu. Su comandante era Li Zongren, y sus comandantes adjuntos eran Li Pinxian y Han Fuju, siendo este último también el gobernador de Shandong. A pesar de haber ascendido de rango y seguido a Chiang Kai-shek en la Segunda Expedición del Norte, Han no pudo deshacerse de los hábitos del caudillismo: buscando preservar la fuerza de sus fuerzas, desobedeció las órdenes directas de defender la sección norte del ferrocarril Jinpu, retirando su fuerza, el 3.º Grupo de Ejércitos, hacia el oeste sin enfrentarse nunca a los japoneses. Esto abrió una gran brecha en la región norte de la 5.ª Zona de Guerra, lo que permitió a la 10.ª División japonesa capturar Zhoucun. El 27, los japoneses capturaron Jinan y en menos de una semana también capturaron Tai'an.

### Xuzhou
El avance japonés sobre Xuzhou constaba de tres rutas:
- 13.ª División, comandada por Rippei Ogisu, avanzando hacia el norte desde Nankín.
- 5.ª División, comandada por Seishirō Itagaki, desembarcando anfibiamente en Qingdao y avanzando por la autopista Taiwei.
- 10.ª División, comandada por Rensuke Isogai, avanzando hacia el sur desde Hebei.

Una ciudad antigua, Xuzhou era un centro que unía las cuatro provincias de Jiangsu, Shandong, Henan y Anhui. También era un cruce que conectaba los ferrocarriles de Longhai y Jinpu. El Gran Canal también corría junto a él, conectando los ríos Amarillo y Yangtsé. La ciudad también fue la cuna de la cultura Han y, durante miles de años, había sido una ciudad de vital importancia militar, con más de 200 guerras libradas en sus alrededores a lo largo de 4.000 años. La captura de Xuzhou permitiría a los japoneses avanzar hacia el oeste para atacar Zhengzhou a través del ferrocarril Longhai, y desde allí avanzar hacia el sur para atacar Wuhan a través del ferrocarril Pinghan.

## Preludio

### Ejército Nacional Revolucionario
En ese momento, la 5.ª Zona de Guerra del Ejército Nacional Revolucionario carecía de una fuerza militar significativa. Este fue un problema serio dada la importancia vital de Xuzhou. Su comandante, Li Zongren, era un antiguo rival de Chiang Kai-shek. Si bien se habían convertido en hermanos jurados durante la Expedición del Norte, su intensa rivalidad se encendió rápidamente casi inmediatamente después, culminando en la Guerra de las Planicies Centrales. Aunque su rivalidad nunca llegaría a su fin, la dejaron de lado por el momento para centrarse en el esfuerzo de guerra contra Japón, y Chiang envió a uno de sus comandantes de Estado Mayor, Bai Chongxi, a Xuzhou en enero de 1938. Li y Bai eran viejos camaradas de la Nueva camarilla de Guangxi, y habían servido juntos desde la batalla de Longtan en la Expedición del Norte.
A pedido de Bai, Chiang envió a Li al 21.º Grupo de Ejércitos de la 3.ª Zona de Guerra. El 21.º fue comandado por Liao Lei y constaba del 7.º y el 47.º cuerpo. En ese momento, el 22.º Grupo de Ejércitos de Sun Zhen, una unidad de la camarilla de Sichuan también llegó a la región de Shanxi-Henan, solo para ser rechazado tanto por Yan Xishan (comandante de la 2.ª Zona de Guerra y presidente de Shanxi) como por Cheng Qian (comandante del 1.ª Zona de Guerra y presidente de Henan). Tanto a Yan como a Cheng no les gustaban las unidades de Sichuan por su poca disciplina, en particular por su consumo desenfrenado de opio. Durante la década de 1930, el consumo de opio estaba muy extendido en Sichuan y Yunnan. Además, la pobreza extrema de China, que se vio sustancialmente exacerbada por la invasión japonesa, hizo que el impuesto al opio siguiera siendo una importante fuente de ingresos para los gobiernos regionales.
Bajo el mando de Sun Zhen, el 22.º Grupo de Ejércitos había desplegado cuatro de sus seis divisiones para ayudar en el esfuerzo bélico en el norte de China. Organizado con los 41.º y 45.º cuerpos, el contingente comenzó su marcha a pie hacia Taiyuan el 1 de septiembre, marchando durante más de 50 días seguidos y recorriendo unos 1.400 kilómetros. Cuando llegaron a Shanxi, se enfrentaron a un invierno helado. A pesar de carecer de uniformes de invierno o incluso de un solo mapa de la provincia, inmediatamente se enfrentaron a los japoneses durante 10 días en Yangquan (阳泉), lo que provocó numerosas bajas. Con suministros desesperadamente bajos, irrumpieron en uno de los depósitos de suministros de la camarilla de Shanxi, lo que enfureció a Yan Xishan, quien los expulsó de la provincia. Luego, el 22 se retiró hacia el oeste hacia la 1.ª Zona de Guerra, solo para que su comandante, Cheng Qian, rechazara su solicitud de reabastecimiento.
Bai Chongxi le preguntó a Li Zongren si estaba dispuesto a aceptar esta unidad de Sichuan. Li respondió diciendo: "En el pasado, Zhuge Liang se atrevió incluso a usar soldados de paja para adquirir flechas. Seguramente estas tropas de Sichuan no pueden ser peores que los soldados de paja. Dámelas". Por lo tanto, el 22.º entró agradecido a Shandong, donde se desplegó en la sección norte del ferrocarril Jinpu. Con el 3.º Grupo de Ejércitos de Sun Tongxuan en su flanco izquierdo, el 22.º se enfrentó a la 10.ª División japonesa, dirigida por Rensuke Isogai en Tai'an.
En ese momento, la falta de disciplina era algo común entre las unidades regionales del ejército chino, que a menudo se reclutaban y organizaban apresuradamente a partir de grupos de bandidos y estaban dirigidas por oficiales de los cuales dos tercios de los cuales eran analfabetos. La mala disciplina también prevaleció en los rangos más altos, siendo Han Fuju un ejemplo arquetípico. Buscando acabar con este problema, Chiang llevó a cabo una conferencia militar en Kaifeng el 11 de enero para exigir un informe colectivo sobre disciplina militar. Asistieron a la conferencia oficiales y generales de alto rango de las zonas de guerra 1 y 5, incluido Han Fuju. Después de la conferencia, Han fue arrestado y detenido en Wuhan. Bajo la dirección del director de derecho militar, Tang Shengzi, que había liderado la defensa de Nankín un año antes, Han fue condenado a muerte y ejecutado el día 24, a la edad de 49 años, convirtiéndose en el primer oficial general chino de alto rango en haber sido ejecutado en la guerra. La ejecución de Han tuvo un impacto significativo en la disciplina militar en todo el ejército chino. Los asuntos discutidos en la conferencia de Kaifeng incluyeron no solo los castigos en tiempos de guerra, sino también las recompensas. El sistema de recompensas y castigos del Ejército Nacional Revolucionario se llevaría a cabo con rigor hasta el final de la guerra. Sun Tongxuan sucedió a Han como comandante interino del 3.º Grupo de Ejércitos, cuya admirable actuación posterior durante los enfrentamientos a lo largo de la sección norte del ferrocarril Jinpu se convertiría en un ejemplo representativo del impacto de la reorganización de la disciplina militar.
En febrero de 1938, la 5.ª Zona de Guerra había reunido un total de 29 divisiones, con una fuerza total de 288.000 hombres. Esta fuerza constaba en su totalidad de varias unidades regionales de toda China:
- El 22.º Grupo de Ejércitos de Sun Zhen y el 6.º Grupo de Ejércitos de Yang Sen eran de la camarilla de Sichuan.
- El Grupo de Ejércitos de Han Deqin se formó a partir del Cuerpo de Preservación de la Paz de Jiangsu.
- El 3.º Ejército de Pang Bingxun y el 27.º Ejército de Zhang Zizhong eran del Ejército del Noroeste.
- El 21.º Grupo de Ejércitos de Liao Lei y el 11.º Grupo de Ejércitos de Li Pinxian pertenecían a la Nueva camarilla de Guangxi.
- El 51.º Cuerpo de Yu Xuezhong era del Ejército del Noreste.
- El 3.º Grupo de Ejércitos de Sun Tongxuan era una unidad de Shandong.

### Avance japonés

#### Ruta sur
Comandada por Rippei Ogisu, la 13.ª División japonesa avanzó hacia el oeste desde Nankín en dos columnas a principios de febrero: la columna del norte avanzó hacia Mingguang (明光), mientras que la columna del sur avanzó hacia Chuxian. Ambas columnas fueron controladas por el 31.º Cuerpo de Wei Yunsong, al que Li Zongren le había encomendado la tarea de defender la sección sur del ferrocarril Jinpu. A pesar de enfrentarse a un enemigo completamente inferior, los japoneses no pudieron hacer ningún progreso incluso después de más de un mes de ataques continuos. Luego, los japoneses desplegaron refuerzos blindados y de artillería desde Nankín. Los chinos respondieron retirándose hacia el oeste a las afueras del suroeste de Dingyuan para evitar una confrontación directa con sus enemigos reforzados. En ese momento, el 51.º Cuerpo de Yu Xuezhong ya se había posicionado a la defensiva en la orilla norte del río Huai, formando una línea defensiva entre Bengbu y Huaiyuan. Los japoneses procedieron a capturar sucesivamente Mingguang, Dingyuan y Bengbu antes de avanzar hacia Huaiyuan. Sin embargo, sus rutas de suministro fueron luego interceptadas por el 31.° Cuerpo chino, que realizó ataques de flanqueo desde el suroeste. La situación japonesa empeoró aún más cuando el 7.º Cuerpo chino (dirigido por Liao Lei) llegó a Hefei, reforzando al 31.º Cuerpo. Enfrentados a tres cuerpos chinos simultáneamente, los japoneses quedaron atrapados al sur del río Huai y no pudieron avanzar más a pesar de disfrutar de una superioridad aérea completa y tener una ventaja completa en potencia de fuego. Los chinos habían frustrado así el plan japonés de hacer avanzar su 13.ª División hacia el norte a lo largo del ferrocarril Jinpu y unir fuerzas con la división de Isogai (10.ª División) para lanzar un ataque de pinza contra Xuzhou.

#### Ruta noreste
Después de realizar un desembarco anfibio en Qingdao, la 5.ª División japonesa (comandada por Seishirō Itagaki), avanzó hacia el suroeste a lo largo de la autopista de Taiwei, encabezada por su 21.ª Brigada de Infantería. Allí se enfrentaron al 3.º Grupo de Ejércitos chino, comandado por Pang Bingxun. A pesar de ser designado como un grupo del ejército, la unidad de Pang solo consistía en el 40.º Cuerpo, que a su vez solo constaba de la 39.ª División, una unidad del Ejército del Noroeste. Dirigidos por el comandante de división Ma Fawu, los cinco regimientos del 39.º terminaron retrasando el avance japonés hacia Linyi durante más de un mes. Los japoneses capturaron el condado de Ju el 22 de febrero y avanzaron hacia Linyi el 3 de marzo. Sin embargo, se encontraron con un fuerte contraataque chino, que los detuvo en la región de Taoyuan. Luego, los japoneses llevaron a cabo un intenso bombardeo aéreo sobre la única división china, obligándola a retirarse a Linyi. Durante este tiempo, el 59.º Cuerpo de Zhang Zizhong, también una unidad del noroeste, se había movido hacia el este desde Xuzhou a lo largo del ferrocarril de Longhai, pasando por Tai'erzhuang antes de avanzar hacia el norte hacia Linyi. Cruzó el río Yi el 12 de marzo y atacó el flanco izquierdo japonés, comprometiéndolos del 13 al 18 de marzo, durante el cual la 39.ª División logró expulsar a los japoneses de la región de Linyi. Perseguidos por los chinos desde dos direcciones, los japoneses se vieron obligados a retirarse, perdiendo casi dos batallones completos en el proceso. Este compromiso rompió el mito de la invencibilidad japonesa y también humilló al comandante japonés Seishirō Itagaki, incluso conmocionando a la sede de la IJA. Aunque la 5.ª División japonesa se reagrupó más tarde y lo intentó de nuevo, había perdido el elemento sorpresa. La derrota japonesa en Linyi a manos de las unidades regionales chinas mal entrenadas y equipadas preparó el escenario para la eventual batalla en Tai'erzhuang.

#### Ruta norte
De las tres divisiones japonesas que entraron en la 5.ª Zona de Guerra china, la 10.ª División, comandada por Rensuke Isogai, fue la más exitosa. Partiendo de Hebei, cruzó el río Amarillo y avanzó hacia el sur a lo largo del ferrocarril Jinpu. Con el general del KMT Han Fuju ordenando a sus fuerzas que abandonaran sus puestos, los japoneses capturaron con éxito Zhoucun y se trasladaron a Jinan sin encontrar resistencia alguna. Luego, los japoneses avanzaron hacia el sur a lo largo de dos columnas desde Tai'an. La columna del este capturó a Mengyin antes de avanzar hacia el oeste para capturar Sishui. La columna occidental avanzó hacia el suroeste a lo largo del ferrocarril Jinpu, capturando Yanzhou, Zouxian y Jining, antes de conducir hacia el noroeste para capturar Wenshang. Chiang Kai-shek luego ordenó a Li Zongren que utilizara la defensa ofensiva), es decir, tomar la iniciativa para atacar activamente, en lugar de defender pasivamente. Por lo tanto, Li desplegó el 22.º Grupo de Ejércitos de Sun Zhen para atacar Zouxian desde el sur, mientras que la 40.ª División de Pang Bingxun avanzó hacia el norte a lo largo del flanco izquierdo del 22.º para atacar a Mengyin y Sishui. El 3.º Grupo de Ejércitos de Sun Tongxuan también avanzó desde el sur, lanzando un ataque de dos frentes contra los japoneses en Jining. Luchando ferozmente del 12 al 25 de febrero, el desempeño de combate respetable del 12.° Cuerpo en particular ayudó a mejorar el daño a la reputación que Han Fuju había infligido de otro modo a las unidades de Shandong. Los japoneses hicieron algunos cambios estratégicos como resultado de estos contraataques chinos: cancelaron su plan original de avanzar directamente hacia el oeste desde Nankín a Wuhan, de modo que pudieran reservarse más tropas para el avance hacia Xuzhou.
Los japoneses se enfrentaron al 22.º Grupo de Ejércitos de Sun Zhen en más de 30 días de feroz combate al sur de Zouxian, infligiendo numerosas bajas a los chinos y obligándolos a retirarse al condado de Teng el 15 de marzo. La defensa del propio condado se delegó a la 122.ª División del 41.º Cuerpo. Dirigida por Wang Mingzhang, la 122.ª era una división solo sobre el papel; en realidad, solo constaba de siete compañías. Incluso con la adhesión de elementos dispersos del 45.º Cuerpo que se retiraba del río Jiehe, su fuerza total era solo un poco más de 2.000 hombres. Un grupo de apoyo formado por ciudadanos de Chengdu llegó al condado para apoyar a las tropas de su ciudad natal, obsequiándoles una pancarta que decía: "niños de Tianfu, sirvan al país y resistan a los japoneses".
El 16 de marzo, los japoneses desplegaron una fuerza compuesta principalmente por el destacamento de Watanabe para lanzar una ofensiva de tres frentes en el condado al amparo de un intenso bombardeo aéreo y de artillería. Los japoneses irrumpieron con éxito en el condado al día siguiente y comenzaron a enfrentarse a los chinos en combates casa por casa. Por la tarde, el comandante de la división china, Wang Mingzhang, había sufrido múltiples heridas de bala y procedió a suicidarse. No obstante, los chinos todavía se aferraron obstinadamente al condado durante dos días más. Al anochecer del 19 de marzo, los chinos habían sufrido 1.800 muertos y 300 heridos. Los 300 soldados heridos restantes lucharon hasta que ya no pudieron mantener la línea, antes de suicidarse en masa con granadas para evitar la captura.
Mientras el condado de Teng caía, la Comisión de Asuntos Militares del Ejército Nacional Revolucionario redistribuyó el 2.º Grupo de Ejércitos de Sun Lianzhong, una unidad del Noroeste, y el 20.º Grupo de Ejércitos de Tang Enbo, una unidad del Ejército Central, desde la 1.ª Zona de Guerra para reforzar la 5.ª Zona de Guerra.
Si bien el 2.° Grupo de Ejércitos constaba de dos Cuerpos, su fuerza se había reducido considerablemente durante la defensa del paso de Niangzi, reduciendo su fuerza real a la de tres divisiones. Su orden de batalla era el siguiente:
- 30.º Cuerpo - Tian Zhennan
  - 30.ª División - Zhang Jinzhao
  - 31.ª División - Chi Fengcheng
- 42.º Cuerpo - Feng Anbang
  - 27.ª División - Huang Qiaosong
  - 44.ª Brigada - Wu Pengju

Al notar que las unidades del Noroeste habían sido consistentemente capaces en el combate defensivo, el comandante de la 5.ª Zona de Guerra, Li Zongren, le dio la responsabilidad de defender Tai'erzhuang a Sun Lianzhong, quien colocó la 31.ª División de Chi Fengcheng dentro del distrito.
Mientras tanto, el 20.º Grupo de Ejércitos constaba de cuatro divisiones de fuerza completa, parcialmente entrenadas por los alemanes. Su orden de batalla era el siguiente:
- 52.º Cuerpo - Guan Linzheng
  - 2.ª División - Zheng Dongguo
  - 25.ª División - Zhang Yaoming
- 85.º Cuerpo - Wang Zhonglian
  - 4.ª División - Chen Daqing
  - 89.ª División - Zhang Xuezhong

El 85.º Cuerpo se movió hacia el este a Xuzhou desde Shangqiu a lo largo del ferrocarril de Longhai, antes de avanzar hacia el norte a través del ferrocarril de Jinpu para llegar a Lincheng, donde inmediatamente se enfrentó a los japoneses que avanzaban hacia el sur desde el condado de Teng.
Si bien la serie de enfrentamientos hasta este punto había provocado que los japoneses sufrieran algunas pérdidas, en última instancia, la abrumadora disparidad en armas y equipos dejó a los chinos sin otra opción que formar una línea tras otra de resistencia casi suicida en sucesivos intentos desesperados de retrasar el avance japonés. Los japoneses utilizaron su potencia de fuego y su movilidad devastadoramente superiores para destruir las líneas de resistencia chinas y finalmente capturaron el condado de Yi y Zaozhuang a mediados de marzo después de dos días de feroz combate.
Tang Enbo solicitó permiso a Chiang Kai-shek para enviar el 52.º Cuerpo, que había estado estacionado en Boxian. Chiang cumplió, y el 52.º se movió hacia el este a lo largo del ferrocarril Longhai, pasando Xuzhou y llegando a Tai'erzhuang, antes de avanzar hacia el norte pasando el condado de Yi para atacar Zaozhuang. Los chinos sufrieron fuertes bajas aquí. Por ejemplo, el veterano de la 2.ª División de Wang Jialin recordó en una entrevista en 1995 que de toda su compañía, solo sobrevivieron 10 soldados.
No dispuesto a arriesgarse a perder las divisiones de élite del Ejército Central, Li Zongren retiró tanto al 85.º como al 52.º Cuerpo de sus enfrentamientos frontales con los japoneses. Li creía que era mejor abrir una ruta para que los japoneses condujeran hacia el sur hacia Tai'erzhuang, porque, mientras la 31.ª División de Chi Fengcheng pudiera mantener el distrito, el 20.º Grupo de Ejércitos de Tang Enbo podría maniobrar alrededor de la parte trasera del distrito. Fuerzas japonesas para rodearlos y darles a los chinos la ventaja.
En realidad, no se suponía que la 10.ª División de Rensuke Isogai se adentrara profundamente en territorio enemigo y atacara Tai'erzhuang sola. Más bien, se suponía que había esperado a que la 13.ª División de Rippei Ogisu se acercara a Xuzhou y la 5.ª División de Seishirō Itagaki para pasar a Linyi por seguridad adicional. Sin embargo, Isogai confiaba lo suficiente en sus fuerzas y planeó acabar con Tai'erzhuang de un solo golpe rápido para completar el objetivo de despejar el ferrocarril de Jinpu. Así, continuó avanzando su fuerza hacia el sur hacia el distrito.
Al ver que la 10.ª División japonesa seguía avanzando, Tang Enbo ordenó a Chi Fengcheng que enviara una pequeña fuerza al norte y los atacara y los atrajera a Tai'erzhuang. Este plan de atraer a los japoneses al distrito tuvo éxito e Isogai desplegó 40.000 soldados y alrededor de 80 tanques para atacar Tai'erzhuang desde el norte. A partir del 21 de marzo, la Fuerza Aérea Japonesa lanzó una extensa operación de bombardeo sobre las posiciones chinas, lo que obligó a los civiles a huir aterrorizados. Para el 23 de marzo, se podía escuchar fuego de artillería desde el interior del distrito. Al día siguiente, el generalísimo del KMT Chiang Kai-shek voló al frente para inspeccionar las defensas y dejó allí al general Bai Chongxi para ayudar a Li Zongren. La batalla de Tai'erzhuang había comenzado.

## La batalla

### Tai'erzhuang
Tai'erzhuang estaba situado en el extremo sur de Shandong, cerca de la frontera con Jiangsu. Era un pueblo grande bajo la administración del condado de Yi. Debido a que el sur de Shandong históricamente había sido escenario de muchas guerras, muchas de sus aldeas tenían muros a su alrededor, similares a fortalezas. Tai'erzhuang fue uno de ellos. El distrito tenía 1,2 km de largo de este a oeste. Su extremo oriental era el más ancho, con un ancho de 1 km de norte a sur. De sus más de diez calles, las tres calles del centro habían florecido con negocios antes de la batalla. El distrito también tenía seis puertas de muralla y nueve torres de vigilancia, y albergaba a más de 3.000 hogares. En vísperas de la batalla, todos sus residentes habían sido evacuados a Fuyang y otras áreas. El distrito se reduciría rápidamente a ruinas completas por el bombardeo aéreo y de artillería japonés.
El Gran Canal corría a lo largo de la frontera sur de Tai'erzhuang, justo afuera de su puerta sur. Seguir el canal hacia el sureste conduciría a Yangzhou y, finalmente, al río Yangtsé. Seguirlo hacia el noroeste conduciría a Jining y, finalmente, al río Amarillo. El distrito estaba aproximadamente a 2 km al este de la estación norte de la línea ferroviaria de Taizao. Seguir el ferrocarril hacia el norte lo conectaría con el ferrocarril Jinpu, mientras que seguirlo hacia el sur lo conectaría con el ferrocarril de Longhai a través de Zhaodun. Al noreste del distrito estaba la carretera de Taiwei que conectaba con el ferrocarril de Jiaoji en el condado de Wei. Por lo tanto, Tai'erzhuang tuvo una importancia económica significativa en tiempos de paz. En tiempos de guerra, sirvió como puerta de entrada norte a Xuzhou, y era un punto por el que los japoneses tenían que pasar si querían seguir avanzando hacia el sur.
Chi Fengcheng, comandante de la 31.ª División china, posicionó su 184.º Regimiento (dirigido por Wang Zhen) dentro del propio distrito. Desplegó su 182.º Regimiento hacia el oeste, en la estación de tren del norte, mientras que los Regimientos 183.º y 181.º, respectivamente, custodiaban las zonas occidental y occidental. áreas del sur fuera del distrito Chi colocó su puesto de mando divisional en la estación de tren del sur, que estaba en la orilla sur del Gran Canal.

### La batalla
El 25 de marzo, los japoneses lanzaron un ataque total contra Tai'erzhuang, con un contingente de 300 efectivos rompiendo con éxito la puerta noreste. Sin embargo, luego fueron forzados a entrar al templo de Chenghuang. Los chinos prendieron fuego al templo, matando a todos los japoneses. Al día siguiente, los japoneses lanzaron otro asalto. Si bien fueron nuevamente obligados a entrar en el templo de Chenghuang (dios de la ciudad), los chinos no pudieron repetir la misma táctica de quemar el templo, ya que ya habían quemado todo lo que era inflamable el día anterior. Los japoneses pudieron así utilizar el templo como base, desde la que comenzaron a despejar sistemáticamente el distrito manzana a manzana, lanzando al menos siete ataques al día. En el combate casa por casa que siguió, los chinos lucharon por mantener la línea frente a una potencia de fuego muy superior. Los japoneses finalmente aseguraron la parte este del distrito, antes de también violar la esquina noroeste desde el exterior y capturar el Pabellón Wenchang. En ese momento, el distrito se había reducido por completo a ruinas, sin que quedara una sola casa intacta. Los otros tres regimientos chinos lucharon ferozmente contra los japoneses en los accesos exteriores del distrito, gastando cada uno de seis a siete mil rondas de municiones diariamente. Estas acciones defensivas en las afueras fueron vitales para evitar que los japoneses ampliaran la brecha y aniquilaran al único regimiento chino dentro del distrito.
Bai Chongxi había llegado a Tai'erzhuang el mismo día del ataque japonés inicial y rápidamente se dio cuenta de que la posición china sería insostenible sin potencia de fuego adicional. Por lo tanto, redistribuyó el 8.° Regimiento de Artillería del Ejército Central para ayudar en la defensa, y también tomó prestados varios cañones antitanque del 1.ª Zona de Guerra. Los cañones antitanques llegaron el 27 de marzo e inmediatamente entraron en acción en las afueras del distrito: al mediodía, la batería china se enfrentó a un escuadrón japonés de nueve tanques, derribando cinco de ellos. Las tropas chinas en las trincheras vitorearon con entusiasmo antes de salir corriendo para atacar a los tanques japoneses. Aturdidos, los japoneses no abrieron fuego durante cinco minutos completos.
Entre marzo y abril de 1938, la Fuerza Aérea Nacionalista desplegó escuadrones de los  3.º y 4.º Grupos de Persecución de larga distancia y para apoyo aéreo cercano de las operaciones de Tai'erzhuang; el 3.º Grupo con base en la base aérea de Xiaogan y el 4.° Grupo con base en la base aérea de Hankou, todos teniendo que repostar y cargar bombas en las bases aéreas avanzadas de Zhumadian y Gui'de; los I-15 configurados como bombardeos a Tai'erzhuang solo tendrían unos 15 minutos para amunicionar y buscar oportunidades de combate aire-aire. El 18 de marzo de 1938, el capitán Zhu Jiaxun, un exoficial de la fuerza aérea del señor de la guerra de Guangxi bajo el mando del general Bai Chongxi, formó parte del 3.º Grupo de diez I-15 dirigido por el teniente coronel Wu Ruiliu contra posiciones japonesas en Teng-Hsien, en Xuzhou; después de bombardear y ametrallar sus objetivos como parte de un contraataque del ejército chino, el capitán Zhu vio dos bombarderos de ataque Ki-2 (Tipo 93) en un vuelo de reconocimiento, derribando uno de ellos, mientras el otro Ki-2, y un Tipo 88 fueron derribados por los otros pilotos del I-15.
El 24 de marzo de 1938 (25 de marzo según otras fuentes), después de completar con éxito un ataque contra las posiciones japonesas en Hanzhuang, provincia de Shandong, el teniente coronel Wu Ruiliu dirigió catorce I-15 de los 7.º y 8.º escuadrones del 3.º Grupo de regreso a Gui'de, donde al llegar, fueron atacados por cazas "refrigerados por agua" (los cazas Ki-10 Tipo 95 con motor Ha-9 V-12 del 1.° Chutai/2.° Daitai dirigidos por el capitán Tateo Katō); mientras que los pilotos de los I-15 reclamaron el derribo de hasta seis de los Tipo 95, el piloto de combate japonés, el teniente Kosuke Kawahara, reclamó al menos dos de las muertes de los I-15, pero él mismo fue derribado en esta batalla.
El 29 de marzo, un pequeño grupo de soldados japoneses hizo un túnel bajo los muros de Tai'erzhuang en un intento de tomar el distrito desde adentro; fueron capturados por los defensores nacionalistas y ejecutados. El mismo día, Wang Zhen (oficial del 184.º Regimiento chino) resultó herido y fue reemplazado por Wang Guanwu. Como oficial de operaciones del regimiento, Wang Guanwu formó un equipo de asalto de 72 miembros en conmemoración del 27.º aniversario del Segundo Alzamiento de Guangzhou y sus 72 mártires. Partiendo desde el sur del distrito, el equipo de asalto asaltó el pabellón de Wenchang desde el sur y el este, aniquilando a toda la guarnición japonesa con la excepción de cuatro soldados japoneses tomados como prisioneros de guerra. Los chinos habían retomado así la esquina noroeste del distrito. De los 72 soldados chinos, 14 murieron en combate.
Durante este tiempo, la 30.ª División de Sun Lianzhong, la 27.ª División y la 44.ª brigada independiente de Wu Pengju se habían reunido en los accesos exteriores de Tai'erzhuang, posicionándose respectivamente en las afueras del oeste, suroeste y este del distrito. Una unidad de Yunnan, el 60.º Cuerpo de Lu Han, también llegó a la 5.ª Área de Guerra y se incorporó al orden de batalla del 2.º Grupo de Ejércitos de Sun Lianzhong. Consistía en las 182.ª, 183.ª y 184.ª Divisiones.
Mientras la 31.ª División continuaba defendiendo Tai'erzhuang y sus alrededores, las unidades antes mencionadas lanzaron ataques simultáneos contra los japoneses al norte del distrito, buscando aliviar la presión sobre la 31ª División. La 30.ª División, la 27.ª División y la 44.ª Brigada atacaron respectivamente Nanluo) desde el suroeste, Sanlizhuang desde el sur y Liujiahu desde el este. El 60.º Cuerpo también se unió al ataque. Sin embargo, los japoneses se apresuraron a entrar y salir del condado de Yi hacia el sur para reforzar su posición, repeliendo los ataques chinos y obligándolos a retirarse a sus posiciones originales. Fue durante este tiempo que la 5.ª División japonesa también se dirigió hacia el suroeste desde Linyi. Dirigido por el destacamento Sakamoto, invadió Xiangcheng antes de capturar también Aiqu.
En ese momento, las bajas del 2.º Grupo de Ejércitos chino ya habían alcanzado el 50%. La situación china era desesperada. La 31.ª División, que sufrió bajas extremadamente numerosas durante siete días de lucha continua, su comandante, Chi Fengcheng, solicitó permiso al comandante del 2.º Grupo de Ejércitos, Sun Lianzhong, para retirarse y evitar la aniquilación total.
Cuando el comandante de la 31.ª División, Chi Fengcheng, recibió esta orden de Sun, ordenó la demolición del puente temporal sobre el gran canal, que era la única ruta de retirada de su división desde Tai'erzhuang. Chi estaba decidido a luchar hasta el último hombre y defender el distrito hasta la muerte.
La estrategia de Li Zongren ahora se basaba completamente en la capacidad del 20.º Grupo de Ejércitos de Tang Enbo para maniobrar alrededor de los japoneses para cortar sus líneas de suministro, bloquear sus rutas de retirada y formar un contracerco para rodearlos y destruirlos simultáneamente desde adentro y desde afuera.
Desde el comienzo de la batalla, el 20.º Grupo de Ejércitos había estado realizando operaciones ofensivas al noroeste de Tai'erzhuang, con el 85.º y el 52.º Cuerpo atacando los flancos orientales de las posiciones de retaguardia de la 10.ª División japonesa en Zaozhuang y el condado de Yi, respectivamente. Para el 31 de marzo, el 52.º Cuerpo chino ya se había abierto camino hasta las afueras de Beiluo. Sin embargo, con la 5.ª División japonesa capturando Xiangcheng durante este tiempo, Tang Enbo decidió ajustar su estrategia. Maniobró su 52.º y 85.º Cuerpos hacia el este hasta Lufang y Daliangbi respectivamente, con la 4.ª División del 85.º Cuerpo en Lanling, justo al sur de Aiqu, formando así una línea defensiva que se extendía desde Lanling hasta Liujiahu, y desde Liujiahu hasta Lufang.
Además, el exceso de confianza había llevado a los comandantes japoneses a pasar por alto a los miles de "granjeros" en el área, que eran leales a Li Zongren y cortaron las líneas de comunicación y los suministros, desviaron los arroyos y destrozaron las líneas ferroviarias. A fines de marzo, los suministros y combustibles se lanzaban desde los aviones a las tropas japonesas, pero la cantidad era insuficiente.
El 1 de abril, el destacamento Sakamoto de la 5.ª División japonesa se apresuró con el objetivo de unir fuerzas con la 10.ª División en el perímetro de Tai'erzhuang. Tang Enbo dio paso libre a los japoneses a lo largo de la carretera de Taiwei, atrayéndolos a su trampa.
Con diez días de lucha continua dentro de Tai'erzhuang que resultaron en bajas extremadamente grandes en ambos lados, los japoneses intentaron romper el estancamiento desatando gas venenoso sobre los defensores chinos atrincherados en un intento de desalojarlos. No obstante, los chinos continuaron aferrándose obstinadamente al distrito.
El 3 de abril, el 20.º Grupo de Ejércitos de Tang Enbo había repelido por completo la intrusión del destacamento japonés Sakamoto. Los japoneses se vieron obligados a retirarse hasta Linyi. Al día siguiente, Tang dividió su fuerza en tres columnas para lanzar una contraofensiva coordinada contra la 10.ª División japonesa:
- El 52.º Cuerpo partiría de Lanling, conduciendo hacia el oeste para atacar el condado de Yi.
- El 85.º Cuerpo partiría de Daliangbi y también se dirigiría hacia el oeste para atacar el condado de Yi.
- El 75.º Cuerpo (que había llegado recientemente a la región y estaba dirigido por Zhou Yan, partiría de Chahe y maniobraría hacia el noroeste alrededor del flanco este japonés para llegar a Zhanglou, con el fin de cubrir las maniobras de los 52.º y 85.º Cuerpos.

El mismo día, el 2.º Grupo de Ejércitos chino también lanzó una contraofensiva, con las 30.ª y 110.ª Divisiones luchando hacia el norte hacia Beiluo y Nigou, respectivamente. El 6 de abril, los 85.º y 52.º Cuerpos chinos se unieron en Taodun, justo al oeste de Lanling. La fuerza combinada luego se dirigió hacia el noroeste, capturando Ganlugou. Con los diversos contraataques chinos logrando sus objetivos, la línea japonesa finalmente se derrumbó y tanto la 10.ª como la 5.ª División se vieron obligadas a retirarse. Sin embargo, la movilidad muy superior permitió a los japoneses evitar una derrota completa de las fuerzas chinas que los perseguían.

### Razones de la derrota japonesa
Algunas de las razones más críticas del fracaso japonés son las siguientes:
- En el preludio de la batalla, los japoneses se vieron obstaculizados por las operaciones de "ofensiva defensiva" realizadas por las diversas unidades regionales chinas, lo que impidió que las tres divisiones japonesas lograran su objetivo de unirse entre sí.
- A pesar de desplegar repetidamente artillería pesada, ataques aéreos y ataques con gas, los japoneses no pudieron expulsar al 2.º Grupo de Ejércitos chino de Tai'erzhuang y sus regiones circundantes, incluso cuando los defensores corrían el riesgo de ser aniquilados por completo.
- Los japoneses no pudieron evitar la maniobra del 20º Grupo de Ejércitos chino alrededor de sus posiciones de retaguardia, lo que cortó sus rutas de retirada y le dio a los chinos la ventaja de un contracerco.
- Tras la insubordinación de Han Fuju y su posterior ejecución, el alto mando militar chino aplicó estrictamente la disciplina militar, que se extendió a todos los niveles del ejército y provocó que incluso los soldados más jóvenes estuvieran dispuestos a arriesgar sus vidas en el cumplimiento de sus órdenes.[7][8][9]

Debido a la falta de armamento antiblindaje, también se utilizaron bombas suicidas contra los japoneses. Las tropas chinas ataron explosivos como paquetes de granadas o dinamita a sus cuerpos y se arrojaron debajo de los tanques japoneses para hacerlos estallar. Las tropas chinas colocaron dinamita y granadas y se lanzaron contra los tanques japoneses y se inmolaron. Durante la batalla en Tai'erzhuang, los comandos suicidas chinos destruyeron cuatro tanques japoneses con paquetes de granadas.

### Consecuencias

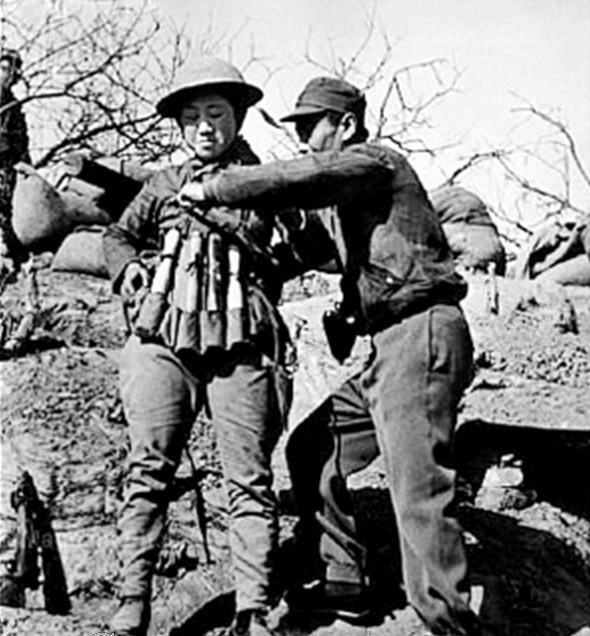
Un atacante suicida chino se pone un chaleco explosivo hecho con Stielhandgranate para usar en un ataque contra tanques japoneses.

La derrota fue un golpe significativo para el ejército japonés. Fue la primera gran derrota japonesa desde el comienzo de la guerra, rompió el mito de la invencibilidad militar imperial japonesa y resultó en un beneficio incalculable para la moral china. En medio de las celebraciones de la victoria en Hankou y otras ciudades chinas, Japón inicialmente negó su derrota y ridiculizó los informes de la batalla durante días. Sin embargo, la noticia apareció en los periódicos extranjeros.
La batalla también resultó en bajas y pérdidas significativas para los japoneses, quienes afirmaron haber sufrido un total de 11.918 bajas. Los chinos afirmaron haber aniquilado a 24.000 soldados japoneses además de derribar 3 aviones y destruir o capturar aproximadamente 30 tanques y más de 10 otros vehículos blindados. Los chinos también registraron la toma de 719 soldados japoneses como prisioneros y capturaron grandes cantidades de suministros militares, incluidas aproximadamente 70 piezas de artillería (incluidas 31 de artillería pesada), 100 automóviles y camiones, entre 900 y 1.000 ametralladoras y 10.000 rifles.
Además, la batalla se convirtió en un símbolo importante de la unidad china, ya que las diversas unidades chinas que habían participado en la campaña pertenecían a una miríada de camarillas diferentes, que habían estado en guerra entre sí hace solo siete años. En particular, el Ejército del Noroeste, que había desempeñado un papel importante en la lucha contra las fuerzas leales a Chiang como parte de la coalición anti-Chiang, desempeñó un papel fundamental en la campaña. Además, Li Zongren y Bai Chongxi, a quienes Chiang Kai-shek había etiquetado previamente como pícaros y expulsado del KMT de por vida, asumieron un papel de liderazgo al mando de la batalla.
Finalmente, la defensa exitosa le dio tiempo a los chinos para retirar al personal del gobierno, los refugiados, las fábricas y los recursos en los tramos inferiores del río Yangtsé hacia el oeste de las áreas de guerra a través de Hankou y, por lo tanto, desempeñó un papel fundamental en el apoyo a la estrategia general de resistencia china.